# Maria Benigna Franziska von Sachsen-Lauenburg
Maria Benigna Franziska von Sachsen-Lauenburg (* 10. Juli 1635 in Regensburg; † 1. Dezember 1701 in Wien) war eine Prinzessin von Sachsen-Lauenburg und durch Heirat Fürstin Piccolomini, Herzogin von Amalfi und Herrin der ostböhmischen Herrschaft Nachod.

## Leben

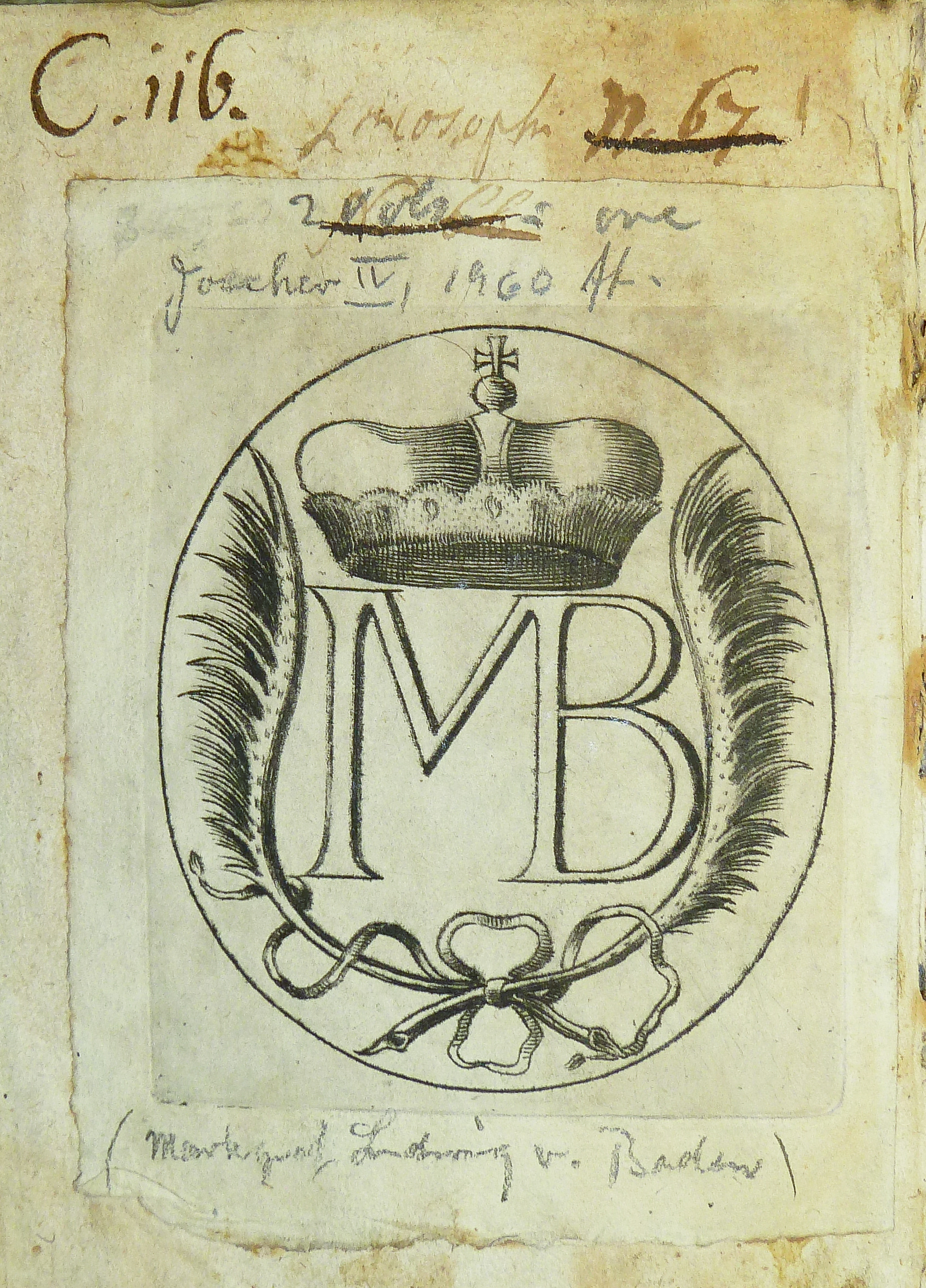
Exlibris

Maria Benigna war eine Tochter des Herzogs Julius Heinrich von Sachsen-Lauenburg († 1665) aus dessen dritter Ehe mit Anna Magdalene († 1668), Tochter des Freiherren Wilhelm Popel von Lobkowitz.
Am 4. Juni 1651 vermählte sich die damals 15-jährige Maria Benigna in Prag mit dem 52-jährigen Herzog Ottavio Piccolomini. Er war kaiserlicher General und hatte 1634 von Kaiser Ferdinand II. als Belohnung für seine bis dahin im Dreißigjährigen Krieg erworbenen Verdienste die Herrschaft Nachod erhalten. Diese hatte vorher dem kaiserlichen Feldherrn Adam Erdmann Trčka von Lípa gehört, der wegen Verrats 1634 in Eger ermordet worden war.
Nach der Hochzeit verlegten Ottavio und Maria Benigna ihren Sommersitz auf das Schloss Náchod, das 1651–1655 unter Leitung des Baumeisters Carlo Lurago zu repräsentativen Zwecken umgebaut und um den sogenannten Piccolominiflügel erweitert wurde. Wohl deshalb hinterließ Ottavio bei seinem Tod 1656 Maria Benigna eine gewaltige Schuldenlast.
Da die Ehe kinderlos geblieben war, gelangte die Herrschaft Nachod 1656 testamentarisch an Ottavios Großneffen Enea Silvio Piccolomini, wobei für die 21-jährige Witwe Maria Benigna eine jährliche Apanage von 9000 Gulden bestimmt wurde. Da Enea Silvio beim Erbfall erst drei Jahre alt war, wurde Graf Johann Sebastian Pötting (Jan Šebastián z Pöttingu) zu seinem Vormund sowie als Regent der Herrschaft Nachod bestimmt. Dadurch kam es zu Auseinandersetzungen mit Maria Benigna, die nicht bereit war, auf die ihr im Testament ihres Mannes zugesicherte Regentschaft zu verzichten. 1664 erreichte sie, dass sie bis zu Eneas Silvios Volljährigkeit als Regentin eingesetzt wurde. Im selben Jahr verlangte sie vom Rat der Stadt das Versprechen von Treue und Gefolgschaft. Zu weiteren Zwistigkeiten kam es, als sie veranlasste, dass die Hofkanzlei den Schriftverkehr nur in Deutsch zu führen hat. Obwohl sie vom Nachoder Dekan, dem Italiener Giovanni Guglielmo de Ronne (Jan Bedřich de Ronne), unterstützt wurde, konnte sie sich mit der Forderung, dass auch die Gottesdienste in der Pfarrkirche St. Laurentius in Deutsch abgehalten werden sollen, gegen ihre Untergebenen nicht durchsetzen.
Auch nachdem Herzog Eneas Silvio 1671 volljährig wurde und mit Maria Benigna einen Vergleich schloss, der für Maria Benigna eine finanzielle Entschädigung vorsah, übte sie die Administration weitere acht Jahre aus. Allerdings starb Enea Silvio schon zwei Jahre später. Nachfolger wurde dessen jüngerer Bruder Lorenzo Piccolomini, der noch nicht volljährig war und deshalb bis 1679 unter der Vormundschaft des italienischen Adligen Pietro Antonio Machio de Quadiani stand. Am 2. Mai 1679 verfügte Kaiser Leopold I., dass Maria Benigna ihre Regentschaft an Herzog Lorenzo abzugeben habe. Zugleich setzte er Pietro Antonio de Quadiani als Beauftragten des Herzogs ein. Nachdem Quadliani mit einer kaiserlichen Kommission in Nachod eintraf, stimmte Maria Benigna einer Vereinbarung zu, die ihr die Hälfte der Einnahmen aus der Herrschaft Nachod zustand. Erst als am 19. Januar 1684 Ferdinand Rudolf Dobřenský von Dobřenitz (Dobřenský z Dobřenic) als Zwangsverwalter eingesetzt wurde, verließ Maria Benigna 1685 Nachod und begab sich nach Prag. Trotzdem erhielt sie bis 1689 jährlich 4000 Gulden. Bereits 1669 hatte sie den Niederhof in Oberhannsdorf und 1684 die Obergerichte über das Gut Neudeck in der benachbarten Grafschaft Glatz erworben. Am 30. April 1669 erwarb sie von Johann Gottfried von Edelstein das Rittergut in Oberhannsdorf.
Maria Benigna starb 1701 in Wien. Sie hinterließ eine außerordentlich wertvolle Bibliothek, die so genannte Troilo-Piccolomini-Bibliothek, die bereits von ihrem Vater angelegt worden war.